# موزه فراری
موزه فراری (به ایتالیایی: Museo Ferrari) (که قبلاً با نام Galleria Ferrari شناخته می‌شد) یک موزه شرکت فراری است که به مارک خودروهای اسپورت فراری اختصاص یافته است. موزه صرفاً برای اتومبیل نیست. همچنین غنائم، عکس‌ها و دیگر اشیاء تاریخی مربوط به صنعت اتومبیل‌رانی ایتالیا وجود دارد. علاوه بر آن، این نمایشگاه به معرفی نوآوری‌های تکنولوژیکی می‌پردازد که برخی از آنها از اتومبیل‌های مسابقه‌ای به اتومبیل‌های جاده‌ای تبدیل شده بودند.
این تنها ۳۰۰ متر (۹۸۰ فوت) از کارخانه فراری در شهر زادگاه فراری در مارانلو، نزدیک مودنا، ایتالیا واقع شده است.
این موزه برای اولین بار در فوریه ۱۹۹۰ افتتاح شد و بال جدیدی در اکتبر ۲۰۰۴ اضافه شد. فراری خود موزه را از سال ۱۹۹۵ اداره می‌کند. مساحت کل اکنون ۲٬۵۰۰ متر مربع است. تعداد بازدیدکنندگان سالانه این موزه حدود ۱۸۰٬۰۰۰ نفر است.
این نمایشگاه‌ها بیشتر ترکیبی از اتومبیل‌های فراری جاده‌ای و پیست هستند.

## نمایشگاه‌ها

### مایکل ۵۰
مایکل ۵۰ نمایشگاهی بود که در ۳ ژانویه ۲۰۱۹، همزمان با پنجاهمین سالگرد تولد مایکل شوماخر، به‌عنوان ادای احترام به حرفه شوماخر در فرمول یک افتتاح شد. این نمایشگاه با همکاری بنیاد Keep Fighting، یک بنیاد غیرانتفاعی که از کارهای خیریه شوماخر حمایت می‌کند، برگزار شد. در بخشی از نمایشگاه، تالار پیروزی‌ها، برخی از مهم‌ترین خودروهای فراری که شوماخر در ۱۱ سال حضورش در تیم اسکودریا فراری رانندگی می‌کرد، به نمایش گذاشته شد:
- فراری اف۳۱۰ (۱۹۹۶)
- فراری اف۳۹۹ (۱۹۹۹)
- فراری اف۱-۲۰۰۰ (۲۰۰۰)
- فراری اف۲۰۰۱ (۲۰۰۱)
- فراری اف۲۰۰۲ (۲۰۰۲)
- فراری اف۲۰۰۳-جی‌ای (۲۰۰۳)
- فراری اف۲۰۰۴ (۲۰۰۴)
- فراری ۲۴۸ اف۱ (۲۰۰۶)

این نمایشگاه دو اتومبیل جاده‌ای را به نمایش گذاشت که شوماخر در توسعه آنها نقش داشته است:
- فراری اف۴۳۰ (۲۰۰۷)
- فراری کالیفرنیا (۲۰۰۸)

فراری اف‌ایکس‌ایکس مشکی شماره ۳۰ در نمایشگاه گنجانده نشد. در ۱ فوریه ۲۰۱۹، پسر شوماخر، میک، که اخیراً با آکادمی رانندگان فراری قرارداد بسته بود، از نمایشگاه بازدید کرد.

## نگارخانه

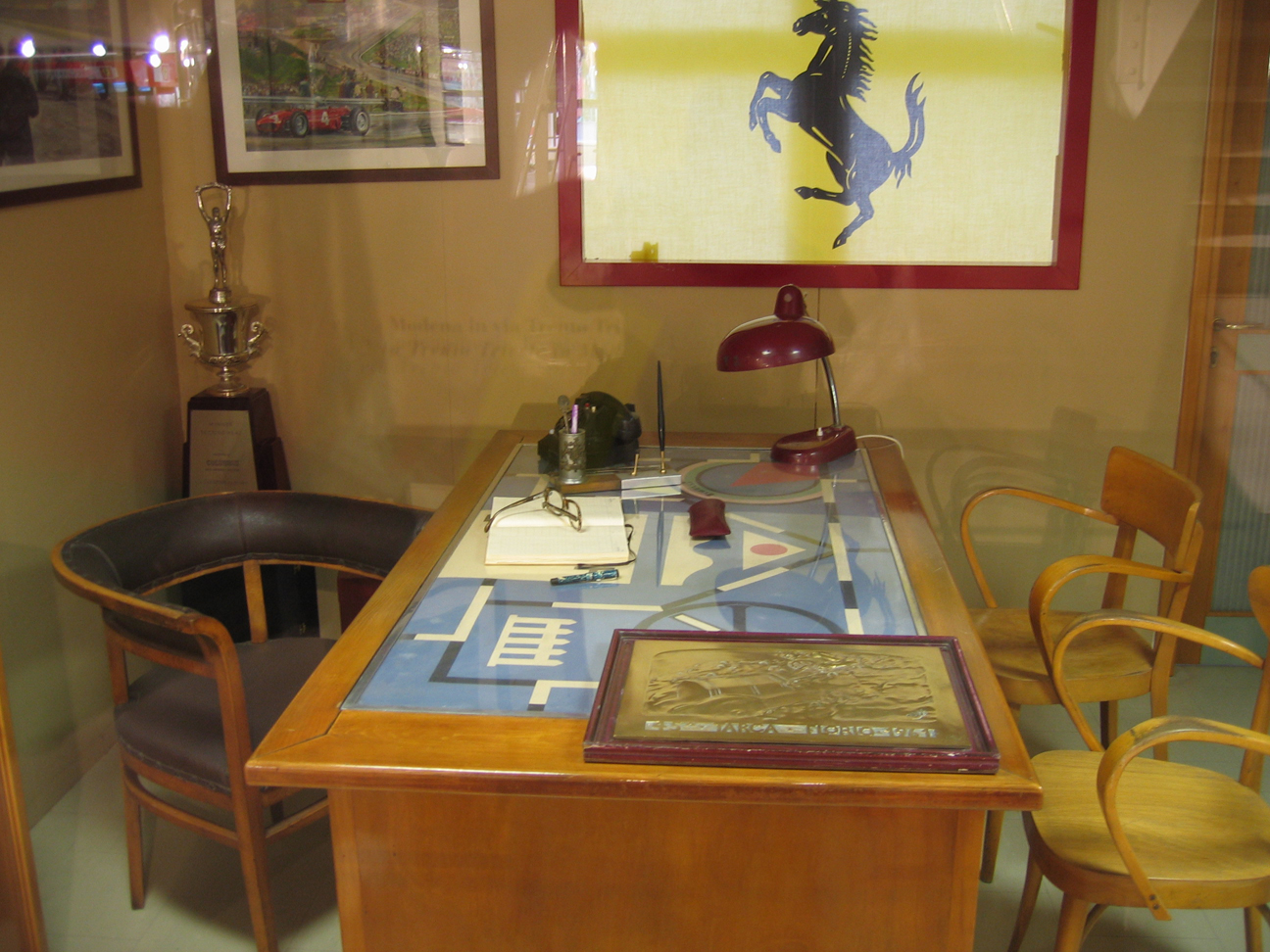
ماکتی از دفتر انزو فراری
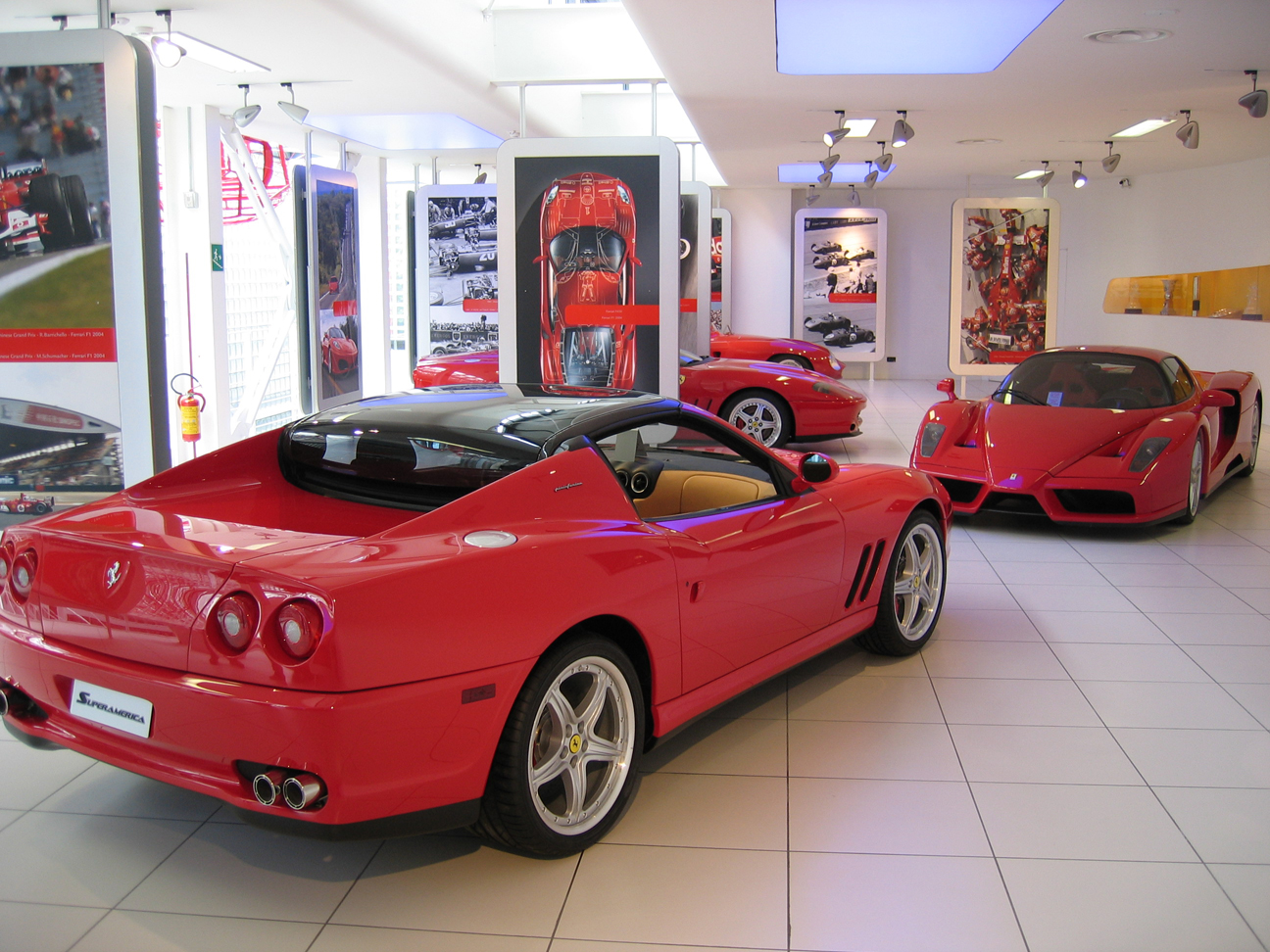
چند ماشین در طبقه اول
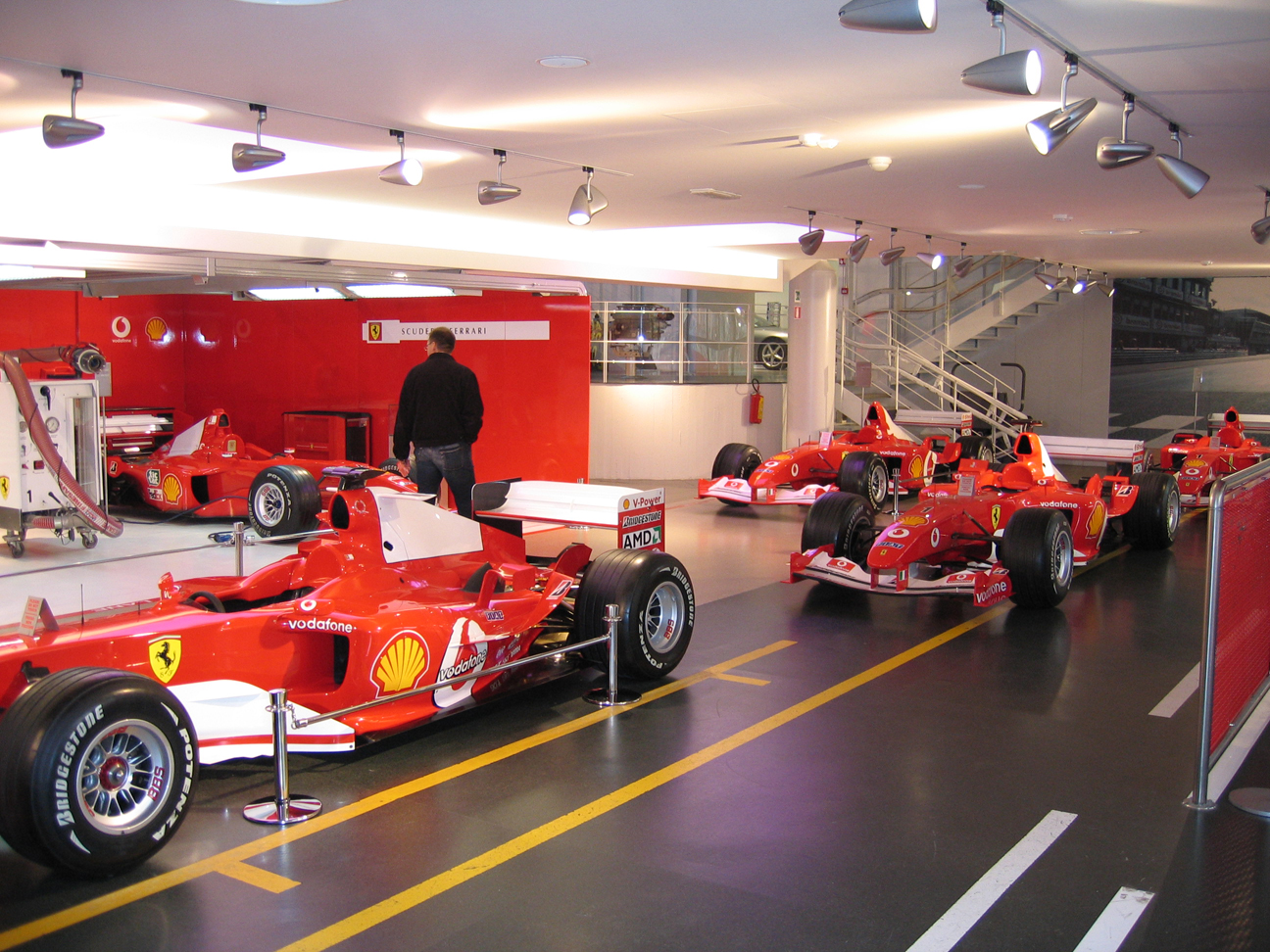
اتومبیل‌های اف۱ دوران مایکل شوماخر
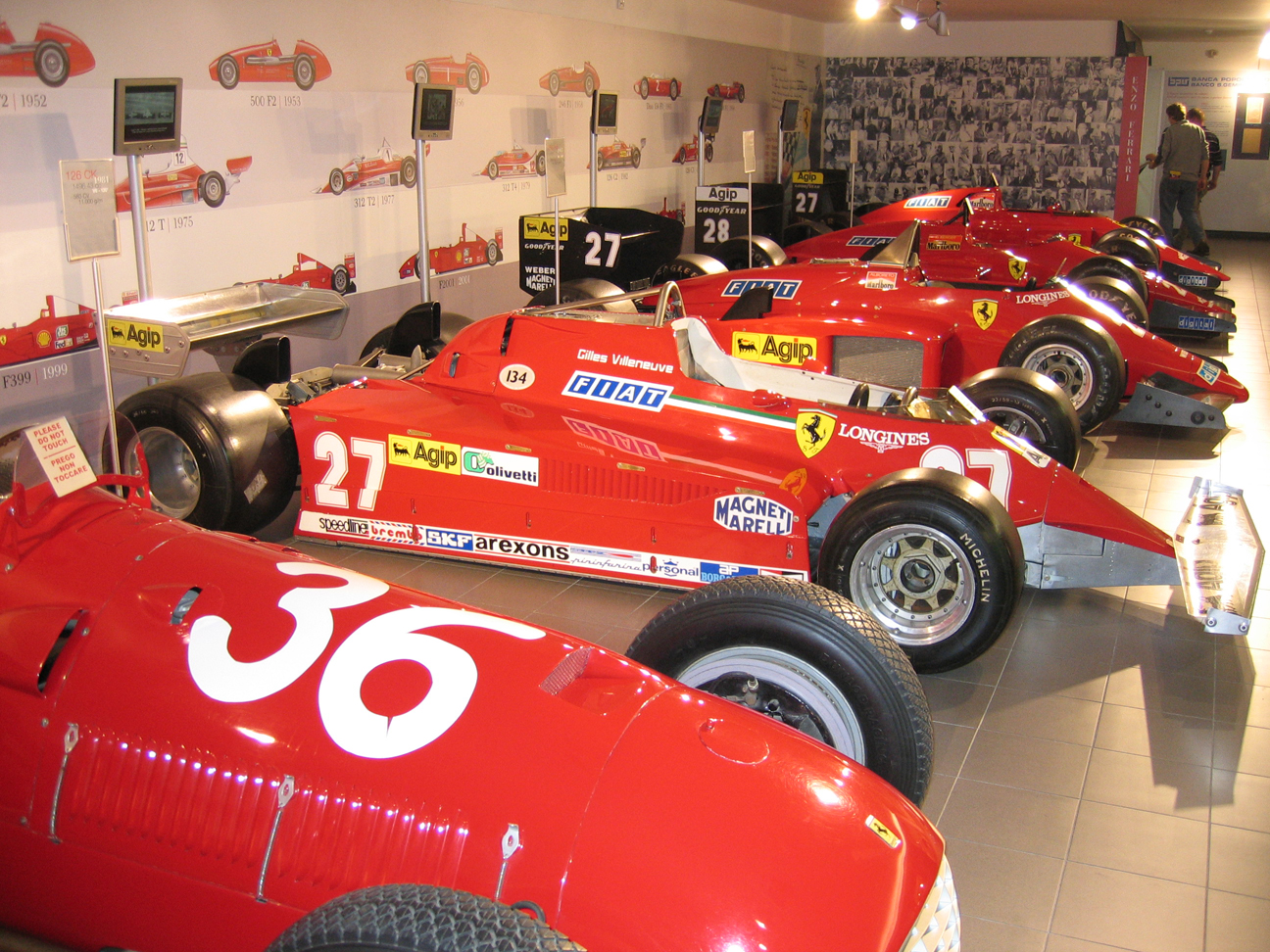
ماشین‌های به یاد ماندنی اف۱